# ليزلي مان
ليزلي مان (بالإنجليزية: Leslie Mann)‏ (ولدت في 26 مارس 1972) ممثلة أميركية معروفة بأدوارها الكوميدية، والكثير من أفلامها يشارك بها زوجها جاد أباتاو.

## حياتها المبكرة
ولدت مان في سان فرانسيسكو، كاليفورنيا والدها وكيل عقارات. تخرجت من المدرسة العليا كورونا ديل مار.

## الأعمال

### أفلام
- حبلت
- 17 مرة أخرى
- أشخاص ظرفاء
- أنا أحبك فيليب موريس
- ريو
- العائلة الحديثة
- بارانورمان
- هذا هو سن الأربعين
- ريو 2
- عطلة
- المراه الأخرى
- جورج الغابة

## روابط خارجية
- ليزلي مان على موقع IMDb (الإنجليزية)
- ليزلي مان على موقع روتن توميتوز (الإنجليزية)
- ليزلي مان على موقع ألو سيني (الفرنسية)
- ليزلي مان على موقع ميوزك برينز (الإنجليزية)
- ليزلي مان على موقع أول موفي (الإنجليزية)
- ليزلي مان على موقع بوكس أوفيس موجو (الإنجليزية)
- ليزلي مان على موقع قاعدة بيانات الأفلام السويدية (السويدية)
- ليزلي مان على موقع إن إن دي بي (الإنجليزية)
- ليزلي مان على موقع ديسكوغز (الإنجليزية)
- ليزلي مان على موقع قاعدة بيانات الفيلم (الإنجليزية)